# L'Artejuela
L'Artejuela (en castellà, La Artejuela) és una població que forma part del terme d'Aranyel, a la comarca de l'Alt Millars. L'any 2015 registrava 17 habitants. S'accedeix a través d'una pista forestal que naix entre els punts quilomètrics 27 i 28 de la CV-195 (Xèrica - Sucaina).

## Situació
L'Artejuela està ubicada a l'extrem nord de les terres d'Aranyel, molt a prop del límit amb els termes de Sucaina, Cortes d'Arenós i Montanejos. El darrer dels municipis va passar a llindar amb Aranyel per aquesta banda després d'incorporar el terme municipal del desaparegut Campos d'Arenós.
Geogràficament està enclavada entre el barranc homònim i el de Palos, tot just als peus d'un turó, i a la vora del camí de Sant Vicent a Aranyel.

## Població
Tot i tindre escola, llavador i forn, de la mateixa manera que ocorria amb el cap municipal, a poc a poc l'èxode rural acabà per buidar de veïns l'Artejuela. Així doncs, si l'any 1940 hi havien 99 habitants censats i 90 que hi residien de manera permanent, cap a l'any 1975 ja no hi quedava ningú al lloc.
No obstant això, un grup de neorurals rehabilitaren 22 de les 43 cases del poble a primeries de la dècada del 1980 i li donaren vida de nou, recuperant a més a més el sistema de regadiu tradicional i frenant el saqueig al qual es veia sotmesa la localitat des del seu abandonament. Malgrat aquesta revitalització de l'Artejuela i dels 40 veïns que es comptaven l'any 1984, l'escola no fou reoberta i els xiquets havien de recórrer cada dia 7 quilòmetres d'anada i 7 de tornada fins a la de Montanejos.

## Entorn urbà
A banda dels habitatges que foren restaurats pels nous habitants de l'Artejuela, amb l'ajut de la Diputació de Castelló i de fons europeus s'ha rehabilitat l'edifici de l'antiga escola, així com s'han condicionat els carrers i els accessos de la localitat.
Malauradament, l'ermita de santa Bàrbara, la qual servia d'església del poble, continua completament enrunada. Únicament hi queden els seus murs, part de la coberta, algun tram de la coberta i restes de l'altar neoclàssic. Per la seua banda, la imatge de la titular va ser traslladada a l'església d'Aranyel.